# クリスチャン・アウグスト1世
クリスチャン・アウグスト1世（ドイツ語：Christian August I., 1696年8月4日 - 1754年1月20日）は、シュレースヴィヒ＝ホルシュタイン＝ゾンダーブルク＝アウグステンブルク公（在位：1731年 - 1754年）。デンマークの歩兵大将。

## 生涯
クリスチャン・アウグスト1世はフリードリヒ・ヴィルヘルム・フォン・シュレースヴィヒ＝ホルシュタイン＝ゾンダーブルク＝アウグステンブルク（1668年 - 1714年）と、デンマーク首相フレゼリク・アーレフェルトの娘ゾフィー・アマーリエの息子である。
父フリードリヒ・ヴィルヘルムが1714年6月3日に死去した後、クリスチャン・アウグストはアウグステンブルク城をアウルスゴー、アルス島のロモルスゴーおよびソネヴィズのアウンブルゴーとともに相続した。1721年11月4日にエレファント騎士団の騎士に叙せられた。1725年、妻の持参金をもとにアーレフェルト家よりグロステン城を購入した。また、フィスケベクおよびキジング、後にオーロプおよびケルストロプも購入した。1730年12月30日、クリスチャン・アウグストはデンマーク王クリスチャン6世よりガメルゴーおよびマイブルゴーを封土として与えられた。1731年に伯父エルンスト・アウグストが死去し、クリスチャン・アウグストはアウグステンブルク公位を継承した。1733年にはアルス島総督、およびヴィルヘルム・フリードリヒ・フォン・プラーテンの後任としてスナボー城の城代に任ぜられた。

## 家族
1720年7月21日にカロンボーにおいて、クリスチャン・ギルデンレーヴェ（デンマーク王クリスチャン5世の庶子、1674年2月28日 - 1703年7月16日）の娘フレゼリッケ・ルイーセ・ダンネスキョル＝サムセー（1699年10月2日 - 1744年12月2日）と結婚した。2人の間には以下の子女が生まれた。
- フレゼリク・クリスチャン1世（1721年 - 1794年） - シュレースヴィヒ＝ホルシュタイン＝ゾンダーブルク＝アウグステンブルク公
- エミル・アウグスト（1722年8月3日 - 1786年12月6日） - デンマークの将軍
- クリスチャン・ウルリク（1723年12月1日 - 12月3日）
- ソフィー・シャロデ（1725年5月31日 - 1752年10月7日）
- クレスチェーネ・ウルレゲ（1727年3月15日 - 1794年12月20日）
- ソフィー・マウダリーネ（1731年5月23日 - 1799年7月2日）
- シャロデ・アメーリエ（1732年）
- シャロデ・アメーリエ（1736年1月24日 - 1815年3月22日）
- 死産（1736年）